# Марєта-на-Дравскем Полю
Марєта-на-Дравскем Полю (словен. Marjeta na Dravskem Polju) — поселення в общині Старше, Подравський регіон‎, Словенія.